# Jon Seda

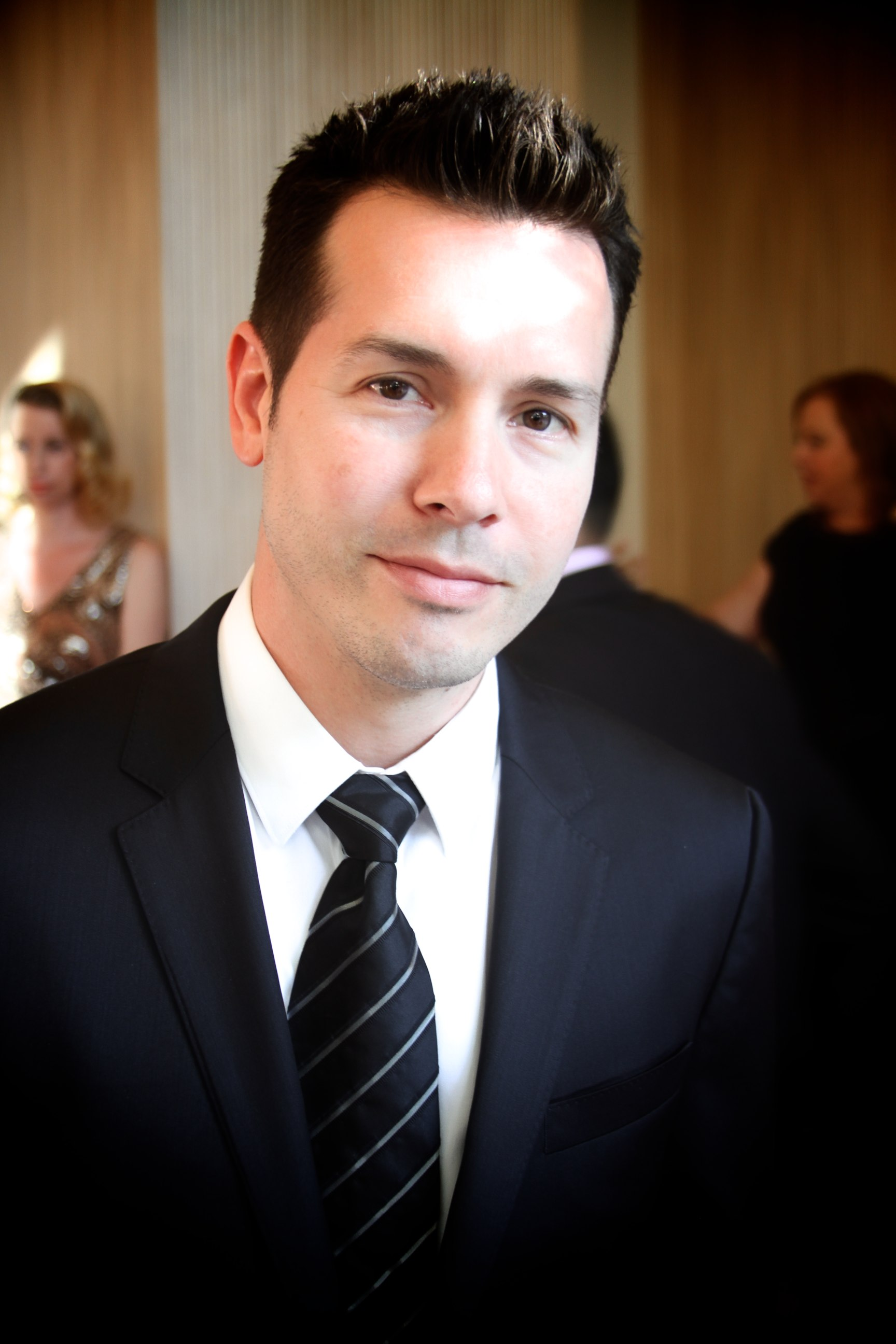
Jon Seda

Jonathan „Jon“ Seda (* 14. Oktober 1970 in Manhattan, New York City, New York) ist ein US-amerikanischer Schauspieler.

## Leben und Werk
Jon Sedas Eltern zogen von Puerto Rico in die Vereinigten Staaten um. Er wuchs in Clifton auf und war zuerst im Boxsport tätig. Nach einigen sportlichen Erfolgen erhielt er im Jahr 1992 eine Rolle im Filmdrama Zebrahead. Für die Hauptrolle im Film I Like It Like That (1994) wurde er im Jahr 1995 für den Independent Spirit Award nominiert. Im SF-Thriller 12 Monkeys (1995) trat er neben Bruce Willis und Brad Pitt auf. In den Jahren 1997 bis 1999 spielte er die Rolle des Detective Paul Falsone in der Fernsehserie Homicide. Für diese Rolle wurde er in den Jahren 1998 und 1999 für den American Latino Media Arts Award nominiert.
Im Filmdrama Selena – Ein amerikanischer Traum (1997) spielte er die Rolle von Chris Perez, des Ehemanns von Selena Quintanilla-Pérez, die Jennifer Lopez spielte. Für diese Rolle wurde er 1998 für den American Latino Media Arts Award nominiert. Im Jahr 2000 erhielt er den Margo Albert Award als der Vielversprechendste Schauspieler (Most Promising Actor). In den Jahren 2004 bis 2005 spielte er in der Fernsehserie Kevin Hill, von 2006 bis 2007 übernahm er eine Rolle in der Serie Close to Home. In der HBO-Miniserie The Pacific spielte Seda 2010 die Rolle des US-Marines John Basilone. Seit 2012 verkörpert er in einer Nebenrolle den Antonio Dawson in der NBC-Serie Chicago Fire. Seit Januar 2014 ist er auch einer der Protagonisten in dessen Spin-off Chicago P.D. Im September 2016 wurde bekannt, dass er im Verlauf der TV-Season 2016/17 von Chicago P.D. zum neuen Spin-off Chicago Justice wechseln würde.
Seda ist seit dem Jahr 2000 mit Lisa Gomez verheiratet und hat vier Kinder. Er lebt in einem Vorort von Philadelphia.

## Filmografie (Auswahl)
- 1992: Zebrahead
- 1992: Fäuste – Du mußt um Dein Recht kämpfen (Gladiator)
- 1993: Carlito’s Way
- 1993: Das Kainsmal des Todes (Daybreak, Fernsehfilm)
- 1994: Life Is Trouble (I Like It Like That)
- 1995: Kaffee, Milch und Zucker (Boys on the Side)
- 1995: 12 Monkeys (Twelve Monkeys)
- 1996: Zwielicht (Primal Fear)
- 1996: The Sunchaser (Sunchaser)
- 1996: Hilfe, ich komm’ in den Himmel (Dear God)
- 1997: Selena – Ein amerikanischer Traum (Selena)
- 1997–1999: Homicide (Homicide: Life on the Street, Fernsehserie, 46 Episoden)
- 1999: Third Watch – Einsatz am Limit (Third Watch, Fernsehserie, 7 Episoden)
- 2000: Price of Glory
- 2001: Love the Hard Way
- 2002: Undisputed – Sieg ohne Ruhm (Undisputed)
- 2003: Bad Boys II
- 2006: Ghost Whisperer – Stimmen aus dem Jenseits (Ghost Whisperer, Fernsehserie, Episoden 1x21–1x22)
- 2006–2007: Close to Home (Fernsehserie, 20 Episoden)
- 2009: Dr. House (House, Fernsehserie, Episode 6x06)
- 2010: The Pacific (Fernsehserie, 10 Episoden)
- 2010: Hawaii Five-0 (Fernsehserie, Episode 1x08)
- 2011: Larry Crowne
- 2011–2013: Treme (Fernsehserie, 26 Episoden)
- 2012: Shootout – Keine Gnade (Bullet to the Head)
- 2012–2019: Chicago Fire (Fernsehserie, 47 Episoden)
- 2014–2019: Chicago P.D. (Fernsehserie, 115 Episoden)
- 2016: Law & Order: Special Victims Unit (Fernsehserie, 1 Episode)
- 2017: Chicago Justice (Fernsehserie, 13 Episoden)
- 2021–2024: La Brea (Fernsehserie)
- 2025: Into the Deep